# VIDIA
VIDIA — українське інтернет-видання, яке висвітлює життя української діаспори та головні українські новини[неавторитетне джерело]. Головний офіс редакції знаходиться в місті Чикаго, США[неавторитетне джерело].

## Журнал «Ukrainian Chicago»
VIDIA є засновником друкованого журналу для українців Чикаго[неавторитетне джерело]. 

### Історія
За словами Юрія Фігеля, одного із засновників порталу VIDIA, журнал Ukrainian Chicago бере свій початок з однойменного блогу, який став публікуватися з 2011 року на сайті Chicago Tribune — найпопулярнішої газети Чикаго. А 7 січня 2015 року вже з'явилося перше повноцінне друковане видання журналу з переможницею конкурсу «Miss Ukrainian Diaspora» 2014 Уляною Фенин на обкладинці.

### «Miss Ukrainian Diaspora»
VIDIA виступає організатором конкурсу краси «Miss Ukrainian Diaspora», який проводиться щорічно в Чикаго[неавторитетне джерело].